# 敷島線香
敷島線香株式会社（しきしませんこう）は宝暦5年（1755）に創業し、現在、大阪府堺市堺区に本社を置く線香の製造企業である。

## 会社概要
宝暦5年（1755）に桔梗屋甚助が大阪市中央区南久宝寺町に薬種問屋を開き、後に社名を安正堂とし、線香の製造販売を本業とする。明治41年（1904）に大阪から堺に移転。明治末期より大正、昭和にかけて全国各地に販売店網を確立。昭和25年（1950）に社名を敷島線香株式会社に改名する。平成19年（2007）に堺区香ヶ丘町に本社移転。
2025年、株式会社香文堂に移転。

## 主要ブランド
- 敷島香
  - 白檀特撰敷島香
  - 敷島桜
- 聖薫天賞香
- 末廣香
- 草枕